# Kitwe, Zambia
Kitwe este un oraș în provincia Copperbelt, Zambia.